# كولومبيا (كنتاكي)
كولومبيا (بالإنجليزية: Columbia, Kentucky)‏ هي مدينة تقع في مقاطعة أدير (كنتاكي) بولاية كنتاكي في وسط جنوب شرق الولايات المتحدة. تبلغ مساحة هذه المدينة 8.9 (كم²)، وترتفع عن سطح البحر 228 م، بلغ عدد سكانها 4452 نسمة في عام 2010 حسب إحصاء مكتب تعداد الولايات المتحدة وتصل الكثافة السكانية فيها 505.6 نسمة/كم2.

## التركيبة السكانية
حدّد مكتب تعداد الولايات المتحدة بيانات التركيبة السكانية لكولومبيا في تعداد الولايات المتحدة. في ما يلي، التركيبة السكانية حسب تعدادي 2000 و2010.

### تعداد عام 2000
بلغ عدد سكان كولومبيا 4,014 نسمة بحسب تعداد عام 2000، وبلغ عدد الأسر 1,554 أسرة وعدد العائلات 893 عائلة مقيمة في المدينة. في حين سجلت الكثافة السكانية 317.3 نسمة لكل كيلومتر مربع (821.8/ميل2). وبلغ عدد الوحدات السكنية 1,789 وحدة بمتوسط كثافة قدره 141.4 لكل كيلومتر مربع (366.2/ميل2).
وتوزع التركيب العرقي للمدينة بنسبة 90.38% من البيض و7.37% من الأمريكيين الأفارقة و0.22% من الأمريكيين الأصليين و0.60% من الأمريكيين ذوي الأصول الآسيوية و0.02% من سكان جزر المحيط الهادئ و0.20% من الأعراق الأخرى و1.20% من عرقين مختلطين أو أكثر و1.02% من الهسبانيون أو اللاتينيون من أي عرق.
بلغ عدد الأسر 1,554 أسرة كانت نسبة 27.3% منها لديها أطفال تحت سن الثامنة عشر تعيش معهم، وبلغت نسبة الأزواج القاطنين مع بعضهم البعض 39.9% من أصل المجموع الكلي للأسر، ونسبة 14.5% من الأسر كان لديها معيلات من الإناث دون وجود شريك،  بينما كانت نسبة 3.1% من الأسر لديها معيلون من الذكور دون وجود شريكة وكانت نسبة 42.5% من غير العائلات. تألفت نسبة 40.3% من أصل جميع الأسر من عدة أفراد يعيشون في نفس المنزل ونسبة 22.1% كانت تتألف من شخص يعيش بمفرده يبلغ من العمر 65 عاماً أو أكثر. وبلغ متوسط حجم الأسرة المعيشية 2.12، أما متوسط حجم العائلات فبلغ 2.84.
بلغ العمر الوسطي للسكان 36.2 عاماً. وكانت نسبة 17.8% من القاطنين تحت سن الثامنة عشر، وكانت نسبة 6.4% بين الثامنة عشر والرابعة والعشرين عاماً، ونسبة 21% كانت واقعةً في الفئة العمرية ما بين الخامسة والعشرين والرابعة والأربعين عاماً، ونسبة 18.7% كانت ما بين الخامسة والأربعين والرابعة والستين، ونسبة 18.2% كانت ضمن فئة الخامسة والستين عاماً فما فوق. يوجد لكل 100 أنثى 81.3 ذكر، ويوجد لكل 100 أنثى في الثامنة عشر من عمرها فما فوق 74.4 ذكر.
بلغ متوسط دخل الأسرة في المدينة 22,861 دولارًا، أما متوسط دخل العائلة فبلغ 31,344 دولارًا. وكان متوسط دخل الذكور 23,906 دولارًا مقابل 21,000 دولارًا للإناث. وسجل دخل الفرد الخاص بالمدينة 17,836 دولارًا. وكانت نسبة 19.9% من العائلات ونسبة 26.6% من السكان تحت خط الفقر، وكان من هؤلاء نسبة 43.8% تحت سن الثامنة عشر ونسبة 17.9% في الخامسة والستين من العمر وما فوق.

### تعداد عام 2010
بلغ عدد سكان كولومبيا 4,452 نسمة بحسب تعداد عام 2010، وبلغ عدد الأسر 1,637 أسرة وعدد العائلات 898 عائلة مقيمة في المدينة. في حين سجلت الكثافة السكانية 351.9 نسمة لكل كيلومتر مربع (911.4/ميل2). وبلغ عدد الوحدات السكنية 1,884 وحدة بمتوسط كثافة قدره 148.9 لكل كيلومتر مربع (385.6/ميل2).
وتوزع التركيب العرقي للمدينة بنسبة 88.77% من البيض و7.68% من الأمريكيين الأفارقة و0.25% من الأمريكيين الأصليين و0.52% من الأمريكيين ذوي الأصول الآسيوية و0.07% من سكان جزر المحيط الهادئ و1.08% من الأعراق الأخرى و1.64% من عرقين مختلطين أو أكثر و1.93% من الهسبانيون أو اللاتينيون من أي عرق.
بلغ عدد الأسر 1,637 أسرة كانت نسبة 26.8% منها لديها أطفال تحت سن الثامنة عشر تعيش معهم، وبلغت نسبة الأزواج القاطنين مع بعضهم البعض 35.2% من أصل المجموع الكلي للأسر، ونسبة 15.3% من الأسر كان لديها معيلات من الإناث دون وجود شريك،  بينما كانت نسبة 4.3% من الأسر لديها معيلون من الذكور دون وجود شريكة وكانت نسبة 45.1% من غير العائلات. تألفت نسبة 39.8% من أصل جميع الأسر من عدة أفراد يعيشون في نفس المنزل ونسبة 18.7% كانت تتألف من شخص يعيش بمفرده يبلغ من العمر 65 عاماً أو أكثر. وبلغ متوسط حجم الأسرة المعيشية 2.12، أما متوسط حجم العائلات فبلغ 2.79.
بلغ العمر الوسطي للسكان 31.3 عاماً. وكانت نسبة 16.7% من القاطنين تحت سن الثامنة عشر، وكانت نسبة 26% بين الثامنة عشر والرابعة والعشرين عاماً، ونسبة 19.3% كانت واقعةً في الفئة العمرية ما بين الخامسة والعشرين والرابعة والأربعين عاماً، ونسبة 20.5% كانت ما بين الخامسة والأربعين والرابعة والستين، ونسبة 17.5% كانت ضمن فئة الخامسة والستين عاماً فما فوق. وتوزع التركيب الجنسي للسكان بنسبة 47.6% ذكور و52.4% إناث.

## أعلام
- لانس بورتين
- جورج كالدويل
- جيمس الكسندر ويليامسون
- ستيف هاميلتون
- إلمر سميث
- والتر أرنولد بيكر
- ساي بارجر

## وصلات خارجية
- The US50 - Cities and Towns in Kentucky State